# NGC 45
NGC 45 é uma galáxia espiral barrada (SBd) localizada na direcção da constelação de Cetus. Possui uma declinação de -23° 10' 53" e uma ascensão recta de 0 horas, 14 minutos e 04,0 segundos.
A galáxia NGC 45 foi descoberta em 11 de Novembro de 1835 por John Herschel.